# Csung Kuj, az ördögűző
Csung Kuj, az ördögűző (hagyományos kínai: 斬鬼傳; egyszerűsített kínai: 斩鬼传; pinjin (pinyin) hangsúlyjelekkel: Zhǎn guǐ zhuàn; magyar népszerű: Csan kuj csuan; szó szerinti jelentése: „A démonok megfékezésének története”) több címen is ismert, 10 fejezetes Csing (Qing)-kor elején íródott, mitológiai tárgyú kínai regény. Szerzője a 17. században élt Liu Csang (Liu Zhang) 劉璋 / 刘璋. Jól lehet, a regény nem tartozik a klasszikus regényirodalom legjelesebb alkotásai közé, de főhőse, Csung Kuj (Zhong Kui) 鍾馗 / 钟馗 miatt, aki kínai népi mitológia közkedvelt démonűző alakja, mégis figyelmet érdemel. Azon irodalmi alkotások közül pedig, amelyek Csung Kuj (Zhong Kui) kalandjait dolgozzák fel, ez a regény a legismertebb és a legnépszerűbb. Az egyszerű mitológiai témájú kalandregény jellegén túl, a korára vonatkoztatott társadalomkritikát is megfogalmaz benne a szerző.

## A regény főhőse
Csung Kuj (Zhong Kui) a kínai hiedelemvilág, népi mitológia máig eleven alakja. Tuan-jang (Duanyang) ünnepén, vagyis az ötödik holdhónap ötödik napján, a hivatalnoki öltözéket viselő, démonokat fenyegető pózban festett képmását szokás a ház mindkét kapufélfájára kiakasztani, hogy távol tartsa a gonosz démonokat, ártó szellemeket. Bár Csung Kuj (Zhong Kui) nem tartozik az ókori kínai mitológia gazdag panteonjába, nagyszámú kultúrhéroszai közé, de feltételezhető, hogy alakja már az i. e. 7-6. században megszületett. Kezdetben a démonokat kiűző őszibarackfa buzogánnyal lehetett kapcsolatban. Erre az eredményre jutott már a Szung-dinasztia kiváló polihisztor tudósa Sen Kua (Shen Gua) (1031-1095) is, aki több esszéjében megemlékezik Csung Kuj (Zhong Kui)ról. A feljegyzések arról tanúskodnak, hogy már a Tang-dinasztia idején (618-907), az azóta is ismert formájában, létezett e rettegett ördögűző; sőt a 3-6. század között a Csung-kuj (Zhongkui) nevet gyakorta adták gyermekeknek védőnévként is.

## A regény szerzője
A regény szerzőjének kilétéről a legutóbbi időkig szinte semmit sem lehetett tudni. Lu Hszün (Lu Xun) az első ízben 1925-ben megjelent A kínai próza története című munkájában még ismeretlen szerzőnek tulajdonítja a regényt. A legutóbbi évekig csak találgatások, spekulációk születtek a szerző személyének azonosítására. Csak a modern filológiai kutatások derítettek fényt arra, hogy a regény szerzőjeként feltüntetett „Dérködben kóborló” (Jen-hszia szan-zsen (Yanxia sanren) 烟霞散人) nem más, mint Liu Csang (Liu Zhang) (más néven: Jü-tang (Yutang) 于堂 vagy Csie-fu (Jiefu) 介符), aki ezenkívül még több más, furcsa és különcködő néven jegyezte műveit. Liu Csang (Liu Zhang) nem nevezhető a klasszikus kínai irodalom kiemelkedő alakjának, és életéről is meglehetősen keveset lehet tudni. A Sanhszi (Shanxi) tartománybeli Tajjüan (Taiyuan)ben 太原 született a mandzsu, Csing (Qing)-dinasztia idején, Kang-hszi (Kangxi) császár 康熙 uralkodásának hatodik esztendejében, azaz 1667-ben. 1693-ban sikerrel tette le a tartományi vizsgát, de hivatalhoz már csaknem hatvanévesen, 1723-ban jutott, melyet 1726-ban – nem tudni önként-e, avagy kényszer hatására – feladott, és élete végéig, 1745-ig a visszavonult hivatalnokok magányos életét élte. A saját maga által fölvett írói neveiből (pl. „A Nyugati Tó Vízpára Taoistája” Hszi-hu jün-suj tao-zsen (Xihu yunshui daoren) 西湖雲水道人 / 西湖云水道人) feltételezhető, hogy nem állt távol tőle a taoizmus misztikus világa, amely igen gyakori életformája volt a hozzá hasonló visszavonult írástudóknak. Irodalmi tehetségét jól mutatja, hogy a négy kötetben (csüan (juan) 卷), tíz fejezetben (huj (hui) 回) kiadott fő műve, a Csung Kuj, az ördögűző, amely huszonegy esztendős korában, 1688-ban került ki íróecsetje alól. Ezenkívül még mintegy féltucat regénye ismert, ám sem stílusában, sem sikerében nem érhet egyik sem e fiatalkori, talán legelső regénye nyomába.

## A regény cselekménye
A regény legelején a szerző bemutatja főhősét, Csung Kuj (Zhong Kui)t, aki borzalmas, rút külsővel rendelkezik, ám mérhetetlenül tehetséges. A Tang-házbeli Tö-cung (Dezong) császár (780-804) meghirdeti az évente esedékes fővárosi hivatalnokvizsgát, amelyen Csung Kuj (Zhong Kui) maga is részt vesz. A vizsgázók személyét nem ismerő, az értékelést végző császári akadémikusok messze a legkiemelkedőbbnek ítélik a dolgozatát és őt nevezik meg vizsgaelsőnek. A császár az eredményhirdetéskor szembesül Csung Kuj (Zhong Kui) rút és félelmet keltő külsejével, és megtagadja tőle, a számtalan kiváltsággal és magas méltósággal járó vizsgaelső címet. Csung Kuj (Zhong Kui) elkeseredettségében ott a császár színe előtt egy kardot döf a torkába és meghal. A császár mentem megbánja döntését, és posztumusz megteszi őt a vizsgaelsőnek, sőt Démonűző Nagyszellemnek.
Az alvilágban Csung Kuj (Zhong Kui) magánál a pokol uránál, Jenlo (Yanlou) királynál jelentkezik szolgálatra, aki kezdetben tanácstalan. Majd azzal a feladattal bízza meg őt, hogy az alvilágból elszökött démonokat kutassa fel az emberek világába, és belátása szerint végezzen velük, vagy terelje őket a helyes útra. Ehhez a feladathoz két vezérlő generálist és háromszáz pokolkatonát is ad mellé. Továbbá átnyújt neki egy listát, amelyen harminchat renitens, szökevény démon szerepel.
Csung Kuj (Zhong Kui) útra kél a seregével, és a regény hátralévő részeiben, ármányok, kalandok, harcok közepette valamennyi démont sikerül felkutatnia és megbüntetnie. Végül visszatér az alvilágba és mindenről részletesen beszámol Jenlo (Yanlou) királynak. Az alvilág ura dicső tetteiről tudósítja a mennyek urát, a Jáde Császárt, aki személyesen látogatnak meg palotájában. A Jáde Császár hősies tetteinek elismeréseként kinevezi őt Szenteket Segítő, Gonoszt Büntető, Mennydörgő Démonűző Isteni Fejedelemmé.

## A regény értékelése
A regény népszerűsége mára már egy kissé megkopott, ám hajdani közkedveltségét, értékét jól mutatja, egy 18. század elején összeállított „irodalmi rangsor”, amely a „kilencedik remekmű”-ként (ti csiu caj-ce su (di jiu caizi shu) 第九才子書 / 第九才子书) emlékezik meg róla. Olyan előkelő művek, válogatott csoportja ez, melybe a regények közül A három királyság regényes története, a Vízparti történet és a Nyugati utazás tartozik.

Lu Hszün (Lu Xun) megemlíti ugyan a regényt, s rövid ismertetésében bár méltatja a szerző által megfogalmazott társadalomkritikát, de elmarasztalóan nyilatkozik jellemábrázolásáról. A kínai próza lexikona sem sokkal könyörületesebb iránta. Egy fél hasábban mindössze hét sort szán a regény ismertetésére, s a végén gyöngécske munkának ítéli meg, amely nem mutat fel magasabb művészi értéket.

A regény elsősorban szórakoztató céllal, a tömegek számára íródott, ám mégis több egyszerű kalandregénynél. A mű magyar fordítója, Tokaji Zsolt így értékeli: „Több-kevesebb sikerrel, a fantasztikum segítségével olyan társadalmi kritikát próbál megfogalmazni, mellyel letisztult formában a korszak végén született Írástudókban (Zsu-lin vaj-si (Rulin waishi)), illetve A hivatalnokság leleplezésében (Kuan-csang hszien-hszing csi (Guanzhang xianxing ji)) találkozhatunk. Érdekes láncszemet képvisel azon kísértet-, démonhistóriák, melyek minden különösebb mondanivaló nélkül csupán a rémisztő, hihetetlen történetet kívánták megörökíteni és a kiforrott, magas művészi erényekkel megformált kritikai regények között. Olyan hibákra, hiányosságokra hívja fel a figyelmet, mind az egyén, mind a társadalom szintjén, melyet oly bravúrosan a már említett Pu Szung-ling (Pu Songling)nek (1640-1715) fő művében, a Liao-csaj furcsa históriáiban (Liao-csaj cse ji (Liaozhai zhi yi)) sikerült pellengérre állítania.”

## Csung Kuj történetének egyéb irodalmi feldolgozásai

### Regények
Ezzel a regénnyel együtt összesen három olyan klasszikus kínai regény ismert, amely Csung Kuj (Zhong Kui) történetét dolgozza fel. A Liu Csang (Liu Zhang) regényét megelőző és talán az általa is ismert regény a Ming-korszak vége felé négy kötetben, harminchárom fejezetben kiadott ismeretlen szerző műve, amely a „Tang-kori Csung Kuj (Zhong Kui) teljes története” (Tang Csung Kuj csüan csuan (Tang Zhong Kui quan zhuan) 唐鍾馗全傳 / 唐钟馗全传) vagy a „Tang-kori könyv arról a történetről, hogy Csung Kuj (Zhong Kui) leigázza a gonoszt” (Tang su Csung Kuj csiang jao csuan (Tang shu Zhong Kui jiang yao zhuan) 唐書鍾馗降妖傳 / 唐书钟馗降妖傳) címet viseli. Ennek a regénynek az egyetlen, máig fennmaradt példányát Japánban őrzik.
A harmadik regény a Csing (Qing)-dinasztia idején a „Keleti-hegyen Felhőben Élő Taoistaként” (Tungsan jün csung tao-zsen (Dongshan jün csung daoren) 東山雲中道人 / 东山云中道人) ismert jelentéktelen szerző nyolc kötetben, tizenhat fejezetben megjelent regénye, amely a „Tang-béli Csung Kuj megbékíti a démonokat” (Tang Csung Kuj ping kuj csuan (Tang Zhong Kuj ping gui zhuan) 唐鍾馗平鬼傳 / 唐钟馗平鬼传) címen ismert.

### Elbeszélések, színjátékok
Regényeken kívül több Ming- és Csing (Qing)-kori elbeszélés, dráma, színjáték dolgozza fel Csung Kuj (Zhong Kui) történetét. Ezek közül említésre méltó a Csing (Qing)-dinasztia idején élt Csang Ta-fu (Zhang Dafu) 張大復 / 张大复 (kb. 1554 – 1630) drámája a, „Világ öröme” (Tien-hszia lö (Tianxia le) 天下樂 / 天下乐), melyben Csung Kuj (Zhong Kui) jól ismert története kibővül egy falujabéli barátjának szerepeltetésével. A mű ugyan töredékes, ám az egyetlen, amelyben az a híres történet szerepel, amikor is Csung Kuj (Zhong Kui) férjhez adja a húgát. Tu Ping (Du Ping) 杜平 mindvégig segíti barátját, és amikor Csung Kuj (Zhong Kui) az őt ért igazságtalanság miatti bánatában öngyilkos lesz, testét is ő temeti el. Majd miután Csung Kuj (Zhong Kui) visszatér az alvilágból, hálából húgát hozzáadja. Régebben is mostanában is igen kedvelt témája a kínai képzőművészeknek a „Csung Kuj (Zhong Kui) esküvőre kíséri húgát”.
Egy másik Csung Kuj (Zhong Kui) témát feldolgozó mű a leghíresebb kínai novellista, Pu Szung-ling (Pu Songling) nevéhez fűződik, aki egy kevésbé közismert rövidke színjátékában Csung Kuj (Zhong Kui) egyik születésnapi ünnepségét mutatja be (Csung mej csing sou (Zhong mei qing shou) 鍾妹慶壽 / 钟妹庆寿), amelyet a húga rendezett számára és természetesen az ünnepség elengedhetetlen szereplői a démonok is, akik lakomaként, Csung Kuj (Zhong Kui) bendőjében végzik evilági létüket.

## Fordításai
A nyugati nyelvű sinológia a többi klasszikus regényhez képest, viszonylag későn figyelt fel erre a műre. Jelenleg orosz, francia, angol és német fordításban olvasható. A magyar nyelvű fordítást Tokaji Zsolt készítette, amely először 1999-ben jelent meg a Terebess Kiadó gondozásában.
- Angol
- Francia
- Orosz
- Német – Von Clemens du Bois-Reymond (ford.) Zhong Kui Bezwinger der Teufel. Altchinesisches Volksbuch. Gustav Kiepenheuer Verlag, Leipzig und Weimar 1987. ISBN 3-378-00143-7

### Magyarul
- Liu Csang: Csung Kuj, az ördögűző. Ford., jegyz., utószó Tokaji Zsolt; Terebess Kiadó, Budapest, 1999. ISBN 963 9147 16 8
- Liu Csang: Csung Kuj, az ördögűző; ford. Tokaji Zsolt; Fapadoskonyv.hu, Bp., 2010 (Kelet klasszikusai) ISBN 9789633291559